# Eric Douglas
Eric Gustaf Philip James Douglas, född 1 maj 1968 i Lidingö församling i Stockholms län, är en svensk greve och finansman. 
Eric Douglas är son till Gustaf Douglas och Elisabeth Douglas samt sonson till Carl Douglas och dotterson till Eric von Essen.
Via sitt bolag Orbiter Processing äger han 24 procent av familjens holdingbolag Wasatornet. Han rankades i Veckans Affärers lista över Sveriges miljardärer på delad 29:e plats 2014 tillsammans med sin äldre bror Carl Douglas.
Eric Douglas gifte sig 2007 med Die Asplund (född 1964).